# Aureliu Ciocoi
Aureliu Ciocoi ([a.uˈrelju tʃjoˈkoj], * 5. června 1968) je moldavský diplomat, který v letech 2020-2021 zastával funkci úřadujícího předsedy vlády Moldavské republiky a od 9. listopadu 2020 do srpna 2021 funkci ministra zahraničních věcí. V roce 2019 působil také jako ministr zahraničí a předtím jako velvyslanec v Německu, Dánsku, Číně a Spojených státech amerických.
Ciocoi byl jmenován úřadujícím premiérem 31. prosince 2020 poté, co Ion Chicu, který týden předtím podal demisi, odmítl zůstat ve funkci do sestavení nové vlády.

## Život
Aureliu Ciocoi se narodil 5. června 1968 v Kišiněvě. Vystudoval základní, střední a vysokou školu č. 11 (dnes lyceum "Ion Creangă"). V letech 1986-1988 byl vojákem sovětských pohraničních jednotek KGB. V letech 1985-1992 studoval na Fakultě žurnalistiky a komunikačních věd Moldavské státní univerzity. V letech 1992-1994 studoval na Fakultě mezinárodních vztahů Národní univerzity politických studií a veřejné správy v rumunské Bukurešti. Během studia na univerzitě pracoval v Ústředním nakladatelství v Kišiněvě.
Po rozpadu Sovětského svazu se stal novinářem několika deníků. V letech 2010-2015 působil jako velvyslanec v Německu a Dánsku a v letech 2015-2017 v Číně a Vietnamu. V roce 2017 krátce působil také jako velvyslanec ve Spojených státech amerických. V letech 2018 až 2019 byl poradcem prezidenta Igora Dodona pro otázky zahraniční politiky. Po odstoupení z vlády 9. listopadu byl opět jmenován ministrem zahraničí. Dne 31. prosince 2020 jej prezidentka Maia Sanduová jmenovala úřadujícím předsedou vlády poté, co 23. prosince rezignoval premiér Ion Chicu.

### Osobní život
Je ženatý a má jedno dítě. Hovoří plynně rumunsky, rusky, anglicky, německy a francouzsky. V 80. letech 20. století se věnoval sportu, byl mistrem sportu SSSR a členem moldavské juniorské reprezentace ve střelbě. Mezi jeho záliby patří filozofie, literatura a divadlo.

## Ocenění
- Velký kříž za zásluhy Spolkové republiky Německo (listopad 2015)[11]